# 淑儀文氏 (朝鮮文宗)
淑儀文氏（韓語：숙의 문씨，1426年—1508年），朝鮮文宗的後宮嬪御，本貫南平，僉知文敏的次女，母親安東權氏是正郎權審之女。

## 生平
文氏生於世宗8年，24年（1442年）入宮為世子後宮承徽，當時世子嬪權氏（顯德王后）在前一年因產病亡故。之後關於文氏的紀錄還是很少，只知道她在世祖在位時期被封為昭容。中宗繼位後，又陞其為淑儀，直到中宗3年去世，享壽83歲（虛歲）。以當時夭折率之高，如此長壽的其實不多見，君王後宮尤其如此。

## 附註
1. ↑  《淑儀文氏墓誌銘》……父敏之拜僉知，僉知娶正郎權審之女。……
2. ↑  《世宗實錄》94卷，23年（1441 / 辛酉 / 明正統6年）12月7日
己亥/親選處女于思政殿，取判書雲觀事文敏、禮賓直長權格之女。……
3. ↑  《世宗實錄》96卷，24年（1442年 /壬戌年 /明正統7年）6月26日
乙卯/納判通禮門事文敏之女及注簿權格之女于世子, 皆爲承徽。
4. ↑  《淑儀文氏墓誌銘》……正統七年壬戌選入文宗大王後宮，職在承微，至世祖朝陞昭容，今上卽位之初丙寅又陞淑儀，戊辰終于正窮，越九月二十六日辛酉葬于富平之佳原，享年八十三而無後……